# Casa al carrer Abaixadors, 14 (Barcelona)
Edifici d'habitatges c. Abaixadors, 14 és una obra de Barcelona protegida com a Bé Cultural d'Interès Local.

## Descripció
Casa sobre parcel·la medieval que conserva a la façana principal, a la banda del carrer Caputxes, un cos sostingut per dues columnes de pedra que podrien ser obra del darrer gòtic (segle xv o XVI). La façana del carrer Plegamans també va volada a partir de la planta baixa, i en aquest cas, els suports són mènsules de pedra i caps de biga. L'edificació, de planta baixa i tres pisos acabats amb ràfec, veié la seva última reforma a fons el segle xviii, moment en què caldria datar la majoria de les obertures actuals i el discret esgrafiat imitant carreus que inclou en una tarja la data 1735.